# جيسون كين
جيسون كين (بالإنجليزية: Jason Cain)‏ مواليد 31 مارس 1985 في فيلادلفيا، هو لاعب كرة سلة أمريكي. بدأ مسيرته الاحترافية في سنة 2007. يلعب في الدوري الإسباني لكرة السلة الدرجة الثانية كلاعب وسط. يحمل الرقم 8. يبلغ طوله 6 قدم 10 بوصة (2.1 م).

## المسيرة الاحترافية
لعب مع نادي لوفين براونشفايغ لكرة السلة من سنة 2007 إلى 2011، ثم لعب مع إسبارن بريمرهافن في الدوري الألماني في موسم 2011–2012، ثم لعب مع ميدي بايرويت في موسم 2012–2013.

## روابط خارجية
- جيسون كين على موقع كرة السلة الأوروبية.كوم (الإنجليزية)
- جيسون كين على موقع كلية كرة السلة في سبورتس رفرنس.كوم (الإنجليزية)
- جيسون كين على موقع ريلجم (الإنجليزية)
- جيسون كين على موقع بروبوليرز (الإنجليزية)